# ハマンタッシェン
ハマンタッシュ（単、イディッシュ語：המן־טאַש、英語およびドイツ語：Hamantasch、フランス語：Oreille d'Aman）およびハマンタッシェン（複、Hamantaschen、Homentashn）とは、アシュケナジム（東欧系ユダヤ民族）がプーリーム祭のときに食べる伝統菓子で、三角形の練りこみクッキーである。ホメンタッシュ、ハーマンターシュ（英語）ともいう。
クッキー、ケーキ、あるいは菓子パンのような生地で作られ、中にフィリングを詰めて焼く。伝統的な具材はケシの実（イディッシュ語 mon, ドイツ語 Mohn）やプルーンのペーストであるが、デーツやアンズ、チョコレートなどが入ることもある。

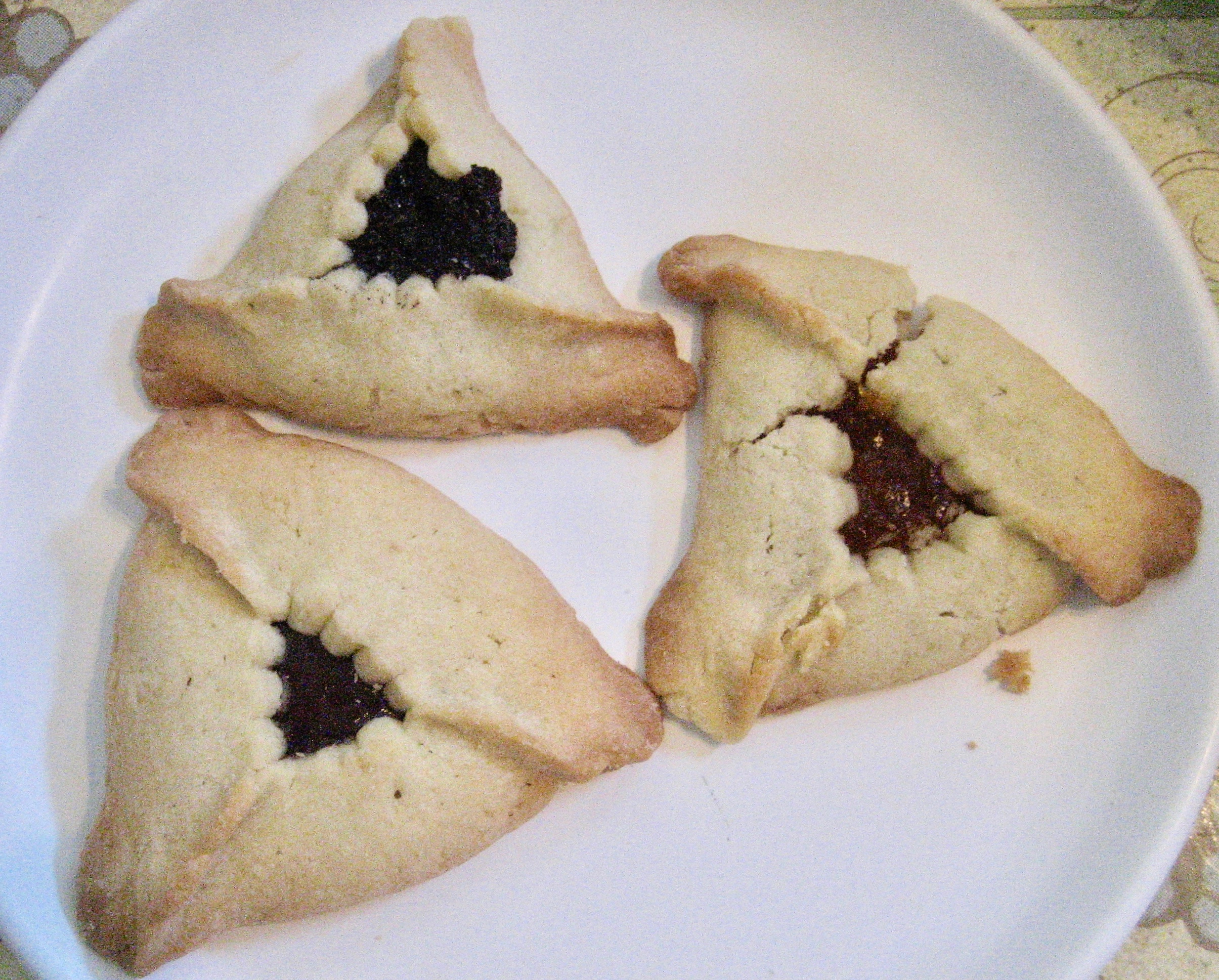
ハマンタッシェン

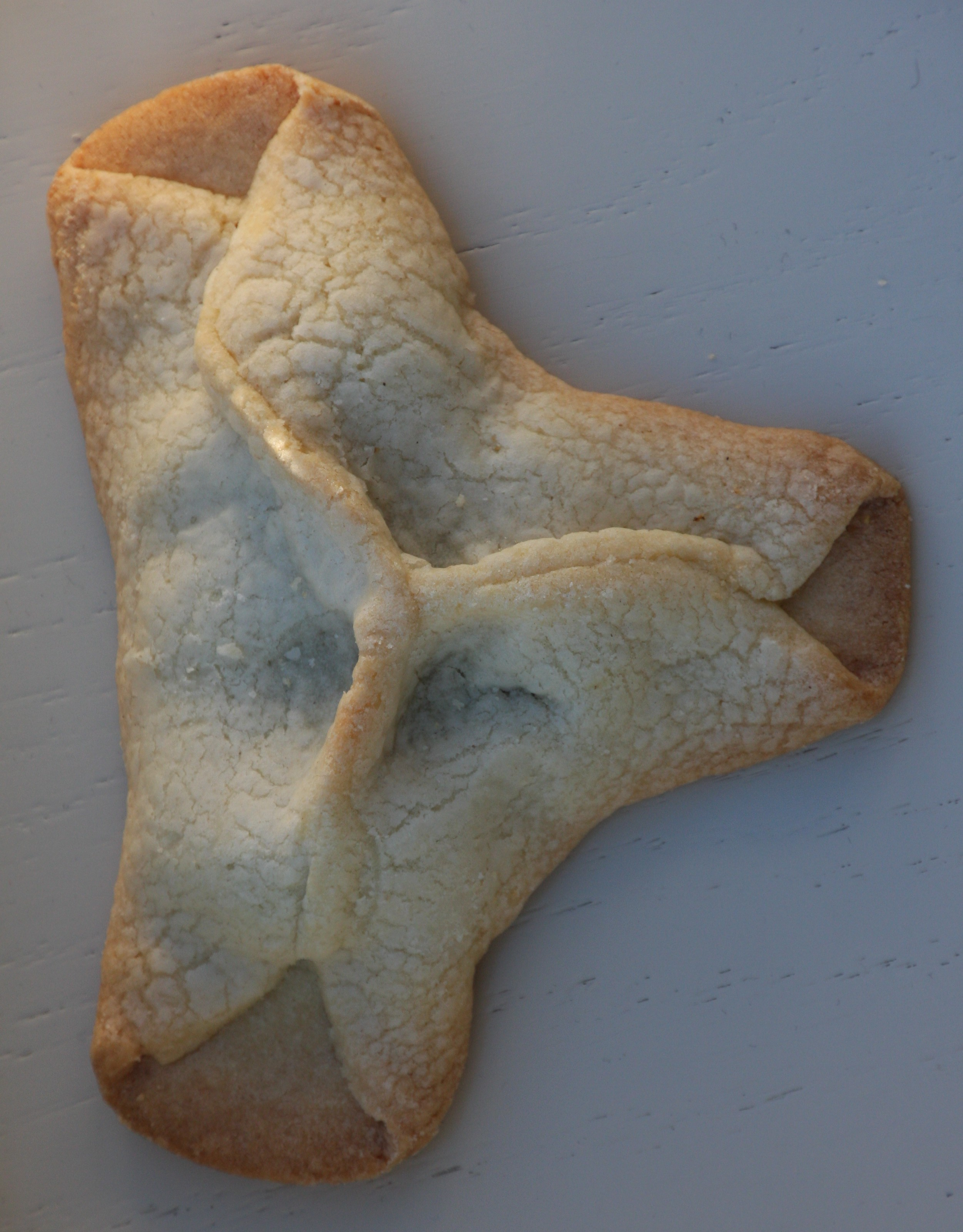
ハマンタッシュ

エステル記に登場するアケメネス朝ペルシアの宰相ハマンが三角形の帽子をつけていたことに因むとされているが、現在ではケシの実を詰めた菓子モーンタッシェン（Montaschen）が訛化したという説が有力である。イスラエルでは、この菓子はオズネイ・ハマン（Oznei Haman、ヘブライ語でハマンの耳の意）と呼ばれている。
プーリーム祭の贈り物ミシュローアハ・マノート（mishloach manot）の一つとしても用いられる。

## 製法
ハマンタッシェンは一般的に、生地を薄く延ばし、さまざまな大きさに分け円形にのばし、中心に具を置き、三角形になるように端を具を包むようにしてたたんで作られる。